# 푸에블라사슴쥐
푸에블라사슴쥐(Peromyscus mekisturus)는 비단털쥐과에 속하는 설치류의 일종이다. 멕시코에서만 발견된다. 멕시코 푸에블라주의 토착종이다.

## 특징
완모식표본인 암컷은 꼬리 길이 155mm를 제외한 몸길이는 249mm이고 뒷 발 길이는 24mm이다. 두 번째 표본은 수컷으로 꼬리 길이는 135mm를 제외한 몸길이가 222mm이고 뒷 발 길이는 22mm, 귀 길이는 17mm이다. 상체 앞 쪽은 회색이고 뒤 쪽으로 갈수록 올리브색과 붉은색이 섞인 누르스름한 색으로 변하고 엉덩이 쪽은 연한 적황색을 띤다.